# Ida Erngren
Ida Erngren (Uppsala, 15 september 1989) is een Zweedse wielrenster en veldrijdster. In 2019 won Erngren het Zweedse kampioenschap veldrijden.

## Palmares

### Veldrijden
2014-2015
 Zweeds kampioenschap
2016-2017
 Zweeds kampioenschap
2017-2018
 Zweeds kampioenschap
Cyclocross Stockholm
2018-2019
 Zweeds kampioenschap
Kronborg Cyclocross, Helsingør
Cyclocross Stockholm

### Wegwielrennen
2017
5e etappe Gracia Orlová
 Zweeds kampioenschap op de weg
2018
1e etappe b Ronde van Uppsala
Eindklassement Ronde van Uppsala